# خالد محمود سومورو
خالد محمود سومورو (7 ماي 1959 - 29 نوفمبر 2014) زعيم ديني باكستاني، ولد في عائلة دينية في قرية عقيل بالقرب من نهر السند في مدنية لاركانا بباكستان.

## مسيرته

### التعليم
درس في كلية الطب شاندكا في عام 1976. كما حصل على درجة الماجستير في الثقافة الإسلامية من كلية ساشال سارماست أورينتال في لاركانا، ثم أكمل دراسته الدينية بامتياز من الجامعة الإسلامية العالمية في إسلام أباد. حصل الدكتور سومورو أيضًا على شهادة من جامعة الأزهر بمصر، حيث كان طالبًا للشيخ جاد الحق علي جاد الحق، نائب رئيس الجامعة آنذاك.

### الحياة السياسية
انضمّ إلى جمعية الطلبة الإسلامية، الجناح الطلابي لجمعية علماء الإسلام، كما انضم إلى كلية الطب في تشاندكا في عام 1976، وأصبح سكرتيرًا مشتركًا لاتحاد طلاب الكلية.
وكان عضو مجلس الشيوخ في جمعية علماء الإسلام من السند في مجلس الشيوخ الباكستاني.

### وفاته
تم اغتياله في مدينة سوكور بتاريخ 29 نوفمبر 2014. وحضر جنازته الآلاف من الناس.